# 포도대장
포도대장(捕盜大將)은, 조선 시대의 치안 기구인 포도청(捕盜廳)의 최고 책임자이다. 품계는 종2품이었다. 
포도청의 총책임 외에도 군권과의 겸직, 어가 수행, 국청의 호위 등 군사, 사법, 의장 업무를 수행하였다. 
포도대장은 군 통수권자인 오위총관직을 겸직하면서 총관직을 교체하도록 규정되어 있었다. 포도대장이 부총관직을 겸임할 수 있었던 점은 포도대장이 군권과 긴밀한 연관을 가지고 있으되 그 지나친 전권을 규제하고자 한 조치였다. 

## 같이 보기
- 포도청
- 포도대장 (드라마)